# وارنکاتاغ
وارنکاتاغ (به ارمنی: Վարնկաթաղ) یک منطقهٔ مسکونی در جمهوری آرتساخ است که در استان مارتاکرت واقع شده‌است. وارنکاتاغ  ۶۸ جمعیت دارد.